# Perdurantismo
Perdurantismo, também conhecido como teoria da perduração, é uma corrente filosófica que aborda questões de persistência e identidade. Atualmente, o debate sobre a persistência envolve três teorias principais - o endurantismo, que considera objetos como entidades tridimensionais, e o perdurantismo e exdurantismo, ambos quadridimensionalistas. Segundo o perdurantismo, todos os objetos são concebidos como minhocas quatro-dimensionais, abrangendo diferentes regiões do espaço-tempo. Esta visão sintetiza todas as partes temporais instantâneas de um objeto, integrando-as em uma totalidade abrangente. O perdurantismo sugere que, em última análise, são apenas as partes temporais que estão sujeitas a mudanças. Katherine Hawley, em sua obra "How Things Persist", define mudança como a alteração de propriedades em diferentes partes temporais de um objeto.
Ao considerarmos o perdurantismo, uma teoria filosófica sobre a persistência e identidade dos objetos, é importante entender sua perspectiva peculiar sobre a temporalidade dos objetos. Imagine uma maçã como exemplo. Sob a lente do perdurantismo, essa maçã não é apenas uma entidade que ocupa espaço, mas também uma que se estende ao longo do tempo. Podemos visualizar a maçã não apenas em seu estado atual, mas também como uma sequência de eventos que inclui desde o brotar da flor até sua decomposição final. Cada etapa desse processo é vista como uma parte temporal da maçã, formando uma espécie de "fatia temporal" da sua existência. Assim, o perdurantismo considera o objeto em sua totalidade temporal, abrangendo desde o seu surgimento até seu desaparecimento, ao invés de apenas sua manifestação presente no espaço.
A distinção entre duas formas de entender a persistência dos objetos, utilizando o termo "perdurar", foi introduzida por David Kellogg Lewis em 1986. No entanto, o debate contemporâneo revela desafios na definição tanto do perdurantismo quanto do endurantismo. Por exemplo, o trabalho de Ted Sider em 2001 sugere que objetos que persistem ao longo do tempo podem ser entendidos como tendo partes temporais. Assim, uma definição mais precisa do perdurantismo seria afirmar que os objetos têm uma parte temporal em cada momento de sua existência. Atualmente, não há um consenso universal sobre o que constitui o perdurantismo. Alguns argumentam que essa questão pode ser resolvida ao conceber o tempo como uma função contínua, em vez de discreta.
O termo "quadridimensionalismo" é usado como sinônimo de perdurantismo, principalmente pelo filósofo Ted Sider. Essa perspectiva não se restringe apenas a objetos físicos, mas também pode ser aplicada a entidades abstratas temporais, mesmo que não tenham uma dimensão espacial. Por exemplo, as almas imateriais ou universais, como defendido por David Malet Armstrong, podem ser consideradas dentro dessa estrutura conceitual quadridimensional.

## Teóricos da minhoca e teóricos do estágio
Dentro do quadridimensionalismo, há duas vertentes principais: os teoristas da minhoca e os teoristas do estágio.
Os teoristas da minhoca, também conhecidos como "worm theorists", propõem que um objeto persistente é formado por suas múltiplas partes temporais. Esses objetos são concebidos como estendendo-se ao longo da dimensão temporal do universo, de maneira análoga à extensão física dos objetos no espaço. Assim, esses teoristas defendem que todos os objetos persistentes são essencialmente "minhocas" quadridimensionais, estendendo-se através do espaço-tempo. Essa abordagem desafia a concepção comum de que objetos como cadeiras, montanhas e pessoas são apenas tridimensionais, argumentando que eles existem de forma mais complexa, abrangendo múltiplas dimensões.
Os teoristas do estágio, também chamados de "stage theorists", analisam a persistência dos objetos considerando cada parte temporal específica, ou estágio, de um objeto em determinado momento. Nessa perspectiva, um objeto existe apenas por um instante no tempo. No entanto, existem outras partes temporais em momentos diferentes, com as quais o objeto está relacionado de maneira específica. Essas relações são descritas por Sider como "relações de contrapartes modais" e por Hawley como "relações não-Humeanas". Por exemplo, quando alguém diz ter sido uma criança ou será uma pessoa idosa, essas afirmações são consideradas verdadeiras, pois mantêm uma relação especial de "semelhança à identidade" com partes temporais específicas que representam a criança no passado ou a pessoa idosa no futuro. Os teoristas que seguem essa linha de pensamento são às vezes chamados de "exdurentistas".
O Exdurantismo, em linha com o Perdurantismo, parte do pressuposto ontológico do eternalismo. Nessa abordagem alternativa da persistência quadridimensional, os objetos comuns não são mais vistos como "minhocas" perdurantes, mas sim como estágios instantâneos completamente presentes. Além disso, as entidades não ganham nem perdem propriedades ou partes, pois cada estágio distinto contém integralmente todas essas propriedades e partes, mantendo a integridade de um estágio para o próximo.
Há um debate em torno da preferência pela teoria dos estágios em relação à teoria da minhoca, argumentando que ela oferece uma explicação mais precisa do conteúdo da nossa experiência. Enquanto a última sugere que vivemos mais do que um único momento de nossas vidas, contradizendo nossa experiência cotidiana de experimentar apenas um instante no tempo, os defensores da teoria dos estágios discordam. Eles sustentam que a experiência é uma fusão de todas as fatias temporais instantâneas do objeto em questão, integradas em uma totalidade mereológica. Para os perdurantistas contemporâneos, não se trata de experimentar múltiplas fatias temporais simultaneamente, mas de compreender que todos esses momentos compõem a realidade e formam um todo coeso.
Recentemente, houve defesas do perdurantismo em detrimento do exdurantismo, argumentando que este último é excessivamente detalhista ao considerar os objetos comuns no mundo. Essa preocupação surge da percepção de que os objetos estão intimamente ligados aos seus estágios momentâneos, resultando em um número virtualmente infinito desses estágios, o que pode parecer pouco razoável ao lidar com a realidade cotidiana. Os exdurantistas afirmam que um contínuo mantém sua identidade apenas porque um estágio é similar ao próximo, conferindo-lhes uma equivalência temporal. No entanto, a similaridade entre esses estágios momentâneos é considerada vaga e insuficiente para evitar ambiguidades. Para contornar isso, os exdurantistas buscam identificar similaridades entre eventos e estabelecer relações causais adequadas entre eles, visando evitar ambiguidades. Os teóricos das contrapartes fundamentam a identidade de um contínuo na relação entre seus estágios. No entanto, o problema persiste devido à falta de um ponto de corte claro para determinar o que constitui ou não uma contraparte do objeto, além da dificuldade em atribuir relações causais efetivas entre os diferentes estágios momentâneos correspondentes do objeto.
Segundo a perspectiva exdurantista, o número de objetos está relacionado aos momentos ao longo da trajetória espaço-temporal de um contínuo, refletindo assim a quantidade de estágios na existência desse contínuo. Por exemplo, ao considerarmos um contínuo como uma maçã, há uma variedade significativa de objetos distintos correspondentes aos diferentes estágios ao longo da trajetória espaço-temporal da maçã. Enquanto perdurantistas e endurantistas concordam que apenas um objeto ou contínuo persiste, os exdurantistas argumentam a favor da existência de um contínuo acompanhado por uma multiplicidade de estágios de objetos que perduram ao longo do tempo. No entanto, a teoria dos estágios enfrenta uma limitação, conforme observado por Stuchlik em 2003, especialmente quando consideramos um tempo "gunky", que postula a existência de subintervalos para cada intervalo de tempo. Zimmerman, em 1996, destaca que muitos perdurantistas acreditam na ideia de "gunkificação" do tempo, sugerindo a possível inexistência de instantes. Alguns perdurantistas interpretam a noção de gunk como a ausência de instantes, já que definem instantes como intervalos de tempo sem subintervalos.